# Joop Fiege
Johannes Cornelis (Joop) Fiege (Amsterdam, 23 juli 1962) is een Nederlandse handbalcoach en voormalig handballer. In zowel zijn spelers- als trainerscarrière was hij veelal actief bij de Emmense handbalvereniging E&O. Ook was hij bondscoach van Nederlands heren handbalteam.

## Biografie
Joop Fiege is geboren en getogen in Amsterdam. In zijn jonge jeugd zat hij op voetbal, totdat iemand hem vroeg eens een keer mee te doen met een kerst-handbaltoernooi. Volgens Fiege klikte het meteen en besloot hij door te gaan met handbal. Hij is begonnen te handballen bij Niloc en op zijn 23e ging hij naar Aalsmeer. Toen is hij, samen met zijn ook handballende broer Robert, gevraagd om in Portugal, bij Benfica te komen handballen. Het jaartje Benfica was voor de gebroeders Fiege een hele uitdaging en beviel uitstekend, maar Joop en Robert waren de enige full profs bij Benfica, de rest was semi-prof. Voor hen was er overdag niks te doen. Waardoor hij na een jaar teruggekeerde naar Aalsmeer. Daarna is hij bij E&O is gaan spelen. Bij E&O wint hij drie keer de landstitel en drie keer de beker. Ook kwam Fiege meerdere malen uit in het nationaal team.
Na zijn spelerscarrière was hij trainer bij verschillende clubs, als eerste bij E&O waarmee hij in 1998 het landkampioenschap wint. Ook was hij trainer bij clubs bij onder andere het Zwitserse RTV 1879 Basel. Tevens was hij een periode bondscoach van Nederland. Vanaf seizoen 2019-2020 gaat Fiege aan de slag bij Hurry-Up. Ook begon Fiege in 2019 als bondscoach van Nederlandse Dames U20.

## Onderscheidingen
- Trainer van het jaar van de Eredivisie (vrouwen): 2009/10

2. Sven Hemmes ·
4. Harm Meijer ·
5. Ronald Suelmann ·
6. Rick Hollander ·
8. Mike Schimmel ·
10. Sjoerd Boonstra ·
11. Sander Bos ·
13.  Tiago Azenha Filipe ·
15.  Sven Suton ·
18. Paul Rogaar ·
22. Senn Rijsdijk ·
23.  José Pedro Coelho Martins Rolo ·
24. Aron Kieviet ·
32.  Boris Tot ·
34. Ruben Fiege ·
55.  Petar Puljic ·
77.  Jakub Kastner ·
79.  Dragan Vrgoc ·
85. Tim Remer ·
92. Kevin Bos ·
96. René Jaspers ·
Coach: Joop Fiege
· Assistent-coach: Manuel Kremer
1. Luchien Zwiers ·
2. Niek Bezoen ·
3. Mart Aalderink ·
4. Edwin Renting ·
6. Rik Philips ·
7. Thijs Boersma ·
8. Jan Gerald Mulder ·
9. Frank Wesselink ·
10.  Mykola Kovalenko ·
11. Frank van der Zanden ·
12. Jan de Bakker ·
13. Martin de Hoop ·
14. Erik Huizing ·
16. Remco Bezoen ·
17. Arnold Postema ·
21. Machiel Schepers ·
Coach: Joop Fiege Harry Weerman
1. Guido Rink ·
2. Arnold Postema ·
4. Edwin Renting ·
6. Roald Stuiver ·
7. Eelco Weevers ·
8. Jan Gerald Mulder ·
9. Frank Wesselink ·
10. Rik Philips ·
12. Luchien Zwiers ·
13. Martin de Hoop ·
14. Erik Huizing ·
23.  Petr Masát ·
69. Machiel Schepers ·
82. Mark Bult ·
85. Tim Remer ·
Coach: Joop Fiege
Assen Xander ·
Jan de Bakker ·
Paul Beijering ·
Thijs Boersma ·
Renee Cloo ·
 Anatoli Galouza ·
Martin de Hoop ·
Gerjan Kiers ·
 Murat Korkmaz ·
Vincent Mooi ·
Jacobus ter Mors ·
Hans van Noesel ·
Peter Portengen ·
Kornelis Rutgers ·
 Vladimir Tomanović ·
Gerjon Weinans ·
Frank Wesselink ·
Frank van der Zanden ·
Dennis van Zessen ·
Coach: Joop Fiege